# Trofeo Matteotti 1950
Il Trofeo Matteotti 1950, sesta edizione della corsa, si svolse il 10 aprile 1950 su un percorso di 200 km con partenza e arrivo a Pescara. Fu vinto dall'italiano Dante Rivola, che completò il percorso in 5h50'00" precedendo i connazionali Fausto Marini e Giovanni Pinarello.

## Percorso
Dopo il ritrovo in Piazza Crispi a Pescara e il via ufficiale sulla strada verso Montesilvano, la corsa si avviò verso nord transitando da Silvi Marina, Pineto, Roseto degli Abruzzi (km 30,5) e Giulianova. Giunto a Tortoreto, il percorso virò verso l'entroterra con la salita di Nereto e il passaggio da Sant'Onofrio, Campli, fino a Teramo; da qui proseguì verso Notaresco e Atri e quindi in discesa verso Silvi per un primo transito a Pescara. L'ultima asperità, la salita verso Chieti, precedette la discesa e l'arrivo al campo Rampigna nel capoluogo pescarese.

## Ordine d'arrivo (Top 10)
| Pos. | Corridore          | Squadra    | Tempo    |
| ---- | ------------------ | ---------- | -------- |
| 1    | Dante Rivola       | Viscontea  | 5h50'00" |
| 2    | Fausto Marini      | Guerra     | s.t.     |
| 3    | Giovanni Pinarello | Stucchi    | s.t.     |
| 4    | Leo Castellucci    | Arbos      | s.t.     |
| 5    | Giacomo Zampieri   | Bottecchia | s.t.     |
| 6    | Rolando Verdini    | Ganna      | s.t.     |
| 7    | Antonio Feroci     | Viscontea  | s.t.     |
| 8    | Armando Barducci   | Tebag      | s.t.     |
| 9    | Giuseppe Minardi   | Legnano    | a 1'17"  |
| 10   | Remo Sabatini      | Legnano    | s.t.     |